# Tonami

Tonami (砺波市 Tonami-shi?) este un municipiu din Japonia, prefectura Toyama.